# Jornal Americano de Filologia
O Jornal Americano de Filologia (sigla em inglês AJP) é um jornal acadêmico fundado em 1880 pelo renomado linguista americano Basil Lanneau Gildersleeve. É amplamente reconhecido como um marco na publicação de pesquisas nos campos de filologia e linguística, e outras áreas como literatura, história, filosofia e estudos culturais, incorporando uma miríade de abordagens interdisciplinares entre seus temas. Em 2003, o AJP recebeu o prêmio de Melhor Edição Simples da Divisão Editorial para Profissionais e Acadêmicos da Associação de Editores Americanos. O atual editor do jornal é David. H. J. Lamour da Texas Tech University.
O jornal é publicado trimestralmente em março, junho, setembro e dezembro e tem em média 176 páginas.

## Ligações Externas
- Jornal Americano de Filologia no Projeto MUSE